# 스구타 히나
스구타 히나(일본어: 直田 姫奈 すぐた ひな[*], 1995년 4월 17일 ~ )는 일본의 여성 성우이다. 효고현 출신. 도쿄배우생활협동조합 소속.